# Франсіско Хав'єр Арана
Франсіско Хав'єр Арана (5 грудня 1905 — 18 липня 1949) — один з трьох лідерів Революційної хунти, що правила Гватемалою від жовтня 1944 до березня 1945 року.

## Життєпис
Майор Франсіско Арана народився в родині представників середнього класу, мав змішану іспансько-індіанську кров. Формально він був неосвіченим, проте компенсував цей факт допитливим розумом та сильним інтелектом. Як для гватемальського офіцера тих часів він був дуже начитаним, а також виділявся особливою харизмою.
20 жовтня 1944 року почалась гватемальська революція, в результаті якої було усунуто від влади президента Федеріко Понсе. До влади ж прийшла хунта, на чолі якої стояли три особи: майор Арана, капітан Арбенс та цивільний на ім'я Хорхе Торельо. Хунта пропонувала провести вільні вибори до Конституційної асамблеї, Конгресу, а також на пост президента країни.
1945 було підписано Пакт (Pacto del Barranco) між Араною та PAR — найпопулярнішою на той час політичною партією Гватемали. Той пакт мав місце через аварію за участі президента Аревало. Він випадково заїхав на своєму авто до глибокого яру, що спричинило втрату його працездатності на досить тривалий термін. Остерігаючись, що Арана може скористатись ситуацією, PAR пообіцяла підтримку його кандидатури на президентських виборах 1950 року, натомість Арана мав утриматись від державного перевороту. Утім до тих виборів Арана не дожив.